# Hrvatska na Paraolimpijskim igrama
Hrvatska na Ljetnim paraolimpijskim igrama nastupa od 1992. U osam nastupa na LJPOI, hrvatski paraolimpijci osvojili su 26 odličja, od čega 17 u atletici, pet u plivanju, tri u stolnomu tenisu i jednu u taekwondou. Najuspješniji nastup Hrvatska je ostvarila na Paraolimpijskim igrama 2020. u Tokiju, sa sedam osvojenih odličja. Najveće športsko izaslanstvo poslala je na LJPOI u Pekingu 2008. i Londonu 2012., s 25 natjecatelja.

## Osvojena odličja
| Natjecanje              | Broj natjecatelja | Odličja | Odličja | Odličja | Odličja |
| ----------------------- | ----------------- | ------- | ------- | ------- | ------- |
| Natjecanje              | Broj natjecatelja | Zlata   | Srebra  | Bronce  | Ukupno  |
| 1992., Barcelona/Madrid | 6                 | 0       | 0       | 1       | 1       |
| 1996., Atlanta          | 5                 | 0       | 0       | 0       | 0       |
| 2000., Sydney           | 15                | 0       | 0       | 0       | 0       |
| 2004., Atena            | 17                | 0       | 0       | 4       | 4       |
| 2008., Peking           | 25                | 3       | 1       | 0       | 4       |
| 2012., London           | 25                | 0       | 2       | 3       | 5       |
| 2016., Rio de Janeiro   | 19                | 2       | 2       | 1       | 5       |
| 2020., Tokio            | 22                | 0       | 3       | 4       | 7       |
| 2024., Pariz            | 22                |         |         |         |         |
| Ukupno                  | Ukupno            | 5       | 7       | 12      | 26      |

## Popis osvajača odličja
| Odličje | Športaš                              | Igre                    | Šport        | Disciplina     |
| ------- | ------------------------------------ | ----------------------- | ------------ | -------------- |
| bronca  | Milka Milinković                     | 1992., Barcelona/Madrid | atletika     | bacanje koplja |
| bronca  | Mihovil Španja                       | 2004., Atena            | plivanje     | 100m leđno     |
| bronca  | Mihovil Španja                       | 2004., Atena            | plivanje     | 200m mješovito |
| bronca  | Mihovil Španja                       | 2004., Atena            | plivanje     | 400m slobodno  |
| bronca  | Jelena Vuković                       | 2004., Atena            | atletika     | disk           |
| zlato   | Antonia Balek                        | 2008., Peking           | atletika     | bacanje koplja |
| zlato   | Antonia Balek                        | 2008., Peking           | atletika     | bacanje kugle  |
| zlato   | Darko Kralj                          | 2008., Peking           | atletika     | bacanje kugle  |
| srebro  | Branimir Budetić                     | 2008., Peking           | atletika     | bacanje koplja |
| srebro  | Darko Kralj                          | 2012., London           | atletika     | bacanje kugle  |
| srebro  | Zoran Talić                          | 2012., London           | atletika     | skok u dalj    |
| bronca  | Branimir Budetić                     | 2012., London           | atletika     | bacanje koplja |
| bronca  | Mikela Ristoski                      | 2012., London           | atletika     | skok u dalj    |
| bronca  | Mihovil Španja                       | 2012., London           | plivanje     | 100m leđno     |
| zlato   | Sandra Paović                        | 2016., Rio de Janeiro   | stolni tenis | pojedinačno    |
| zlato   | Mikela Ristoski                      | 2016., Rio de Janeiro   | atletika     | skok u dalj    |
| srebro  | Zoran Talić                          | 2016., Rio de Janeiro   | atletika     | skok u dalj    |
| srebro  | Anđela Mužinić / Helena Dretar Karić | 2016., Rio de Janeiro   | stolni tenis | ekipno         |
| bronca  | Velimir Šandor                       | 2016., Rio de Janeiro   | atletika     | bacanjen diska |
| srebro  | Velimir Šandor                       | 2020., Tokio            | atletika     | bacanje diska  |
| srebro  | Ivan Katanušić                       | 2020., Tokio            | atletika     | bacanje diska  |
| srebro  | Ivan Mikulić                         | 2020., Tokio            | taekwondo    | iznad 75kg     |
| bronca  | Anđela Mužinić / Helena Dretar Karić | 2020., Tokio            | stolni tenis | ekipno         |
| bronca  | Dino Sinovčić                        | 2020., Tokio            | plivanje     | 100m leđno     |
| bronca  | Mikela Ristoski                      | 2020., Tokio            | atletika     | skok u dalj    |
| bronca  | Deni Černi                           | 2020., Tokio            | atletika     | bacanje kugle  |